# فهد الحمود
فهد الحمود (1958 - 16 يناير 2021) إعلامي ومذيع أخبار سعودي ويعتبر من كبار مذيعي التلفزيون السعودي حيث عمل لأكثر من 33 سنة.

## عن حياته
ولد عام 1378 هـ في مدينة ثرمداء، ودرس حتى الصف الرابع الابتدائي هناك، ثم انتقل إلى شقراء ودرس هناك حتى أنهى المرحلة الثانوية. بعدها انتقل إلى الرياض ليدرس في الجامعة وهو خريج كلية الآداب بجامعة الملك سعود قسم اللغة العربية. كان ينظم وقته بين العمل في التأمينات الاجتماعية والدراسة في ذلك الوقت. واستمر في هذا العمل حتى تخرجه من الجامعة وبعد تخرجه عام 1404هـ، وأثناء رحلة إلى تونس، التقى بزميل له خلال أيام دراسته الجامعية يدعى عبد الله الفردي على متن الطائرة، وعرض عليه الانضمام لفريق التلفزيون السعودي وبعد عودته من تونس، توجّه لمقر التلفزيون وأجرى تجربة لقراءة نصوص من الأخبار لاختبار لغته وأدائه، فتمت الموافقة على تعيينه بالتدرب لمدة 20 يوماً، ثم انتقل إلى الهواء كمذيع فترة ربط البرامج لمدة أربعة شهور، ليبدأ بعدها بتقديم مواجيز الأخبار، ثم بعد عام انتقل إلى تقديم نشرات الأخبار ولم يطل الحمود على شاشة القناة السعودية وحدها، بل عمل لمدة 18 عاما كمراسل متعاون لقناة «إم بي سي» في الرياض، مع بقاء عمله في التلفزيون السعودي. تقاعد في عام 1437 هـ وكان تقاعده مبكرا بعام واحد، ويعود السبب في الأمر إلى «شؤون إدارية كانت تزعجه» وقتها، حسب ما كشفه في لقاءات صحافية.

## ظهوره عام 2020
في يوم 13 أبريل 2020 عاد للظهور وقدم نشر أخبار على شاشة القناة الاخبارية ضمن مبادرة من عودة المذيعين المخضرمين للشاشة.

## وفاته
توفي في يوم السبت 16 يناير 2021 م الموافق 3 جمادى الآخرة 1442 هـ عن عمر ناهز 62 سنة، وصلي عليه في مدينة الرياض ودفن في مقبرة الشمال.